# Белый Дворак
Бе́лый Дво́рак (бел. Белы Дворак) — деревня в Берестовицком районе Гродненской области Белоруссии.
Входит в состав Берестовицкого сельсовета.
Расположена в центральной части района. Расстояние до районного центра Большая Берестовица по автодороге — 2 км и до железнодорожной станции Берестовица — 10 км (линия Мосты — Берестовица). Ближайшие населённые пункты — Большая Берестовица, Лисневичи, Хмелиско. Площадь занимаемой территории составляет 0,0228 км², протяжённость границ 1262 м.

## Название
Название означает, что поселение возникло на землях белого духовенства, либо на землях, принадлежащих помещику.

## История
Основана в начале XX века как фольварк в составе имения Большая Берестовица. С августа 1915 по 1 января 1919 года входила в зону оккупации кайзеровской Германии. Затем, после похода Красной армии, в составе ССРБ. В феврале 1919 года в ходе советско-польской войны занята польскими войсками, а с 1920 по 1921 год войсками Красной Армии.
После подписания Рижского договора, в 1921 году Западная Белоруссия отошла к Польской Республике и деревня была включена в состав новообразованной сельской гмины Велька-Бжостовица Гродненского повета Белостокского воеводства. В 1924 году насчитывала 10 дымов (дворов) и 160 душ (68 мужчин и 92 женщины). Из них 68 католиков и 92 православных; 69 поляков и 90 белорусов..
В 1939 году, согласно секретному протоколу, заключённому между СССР и Германией, Западная Белоруссия оказалась в сфере интересов советского государства и её территорию заняли войска Красной армии. В 1940 году деревня вошла в состав новообразованного Большеберестовицкого сельсовета Крынковского района Белостокской области БССР. С июня 1941 по июль 1944 года оккупирована немецкими войсками. С 20 сентября 1944 года в Берестовицком районе. 16 июля 1954 года включена в состав Иодичского сельсовета. С 25 января 1962 года по 30 июля 1966 входила в состав Свислочского района. В 1970 году насчитывала 74 жителя. С 11 февраля 1972 года в Берестовицком поселковом, а с 19 января 1996 года в сельском, советах. На 1998 год насчитывала 4 двора и 12 жителей. До 26 июня 2003 года входила в состав колхоза «Красный Октябрь» (бел. Чырвоны Кастрычнік).

## Население
| 1924 | 1970 | 1998 | 1999 | 2009 | 2015 |
| ---- | ---- | ---- | ---- | ---- | ---- |
| 160  | 74   | 12   | 11   | 6    | 5    |

## Транспорт
Через Белый Дворак проходит республиканская дорога Р99 Барановичи—Гродно.